# Junelle Bromfield
Junelle Kimoy Bromfield (* 8. Februar 1998 in Santa Cruz) ist eine jamaikanische Sprinterin, die sich auf den 400-Meter-Lauf spezialisiert hat. Ihren größten Erfolg feierte sie mit dem Gewinn der Bronzemedaille mit der jamaikanischen 4-mal-400-Meter-Staffel bei den Olympischen Sommerspielen 2020.

## Sportliche Laufbahn
Erste internationale Erfahrungen sammelte Junelle Bromfield bei den CARIFTA-Games 2014 in Fort-de-France, bei denen sie in 2:10,79 min die Silbermedaille im 800-Meter-Lauf in der U18-Altersklasse gewann und über 1500 Meter in 4:54,45 min den vierten Platz belegte. Zudem gewann sie mit der jamaikanischen 4-mal-400-Meter-Staffel in 3:37,65 min die Goldmedaille. Im August startete sie über 800 Meter bei den Olympischen Jugendspielen in Nanjing und belegte dort in 2:13,01 min den siebten Platz im B-Finale. Im Jahr darauf siegte sie bei den CARIFTA-Games in Basseterre in 53,48 s über 400 Meter und gewann auch im 400-Meter-Hürdenlauf in 59,55 s die Goldmedaille. Zudem siegte sie in 3:39,13 min in der 4-mal-400-Meter-Staffel. Anschließend belegte sie in 58,49 s den siebten Platz über 400 Meter Hürden bei den Jugendweltmeisterschaften in Cali. Im September siegte sie dann in 53,09 s über 400 Meter und in 60,78 s über 400 Meter Hürden bei den Commonwealth Youth Games in Apia. 2016 siegte sie in 2:06,21 min in der U20-Altersklasse über 800 Meter bei den CARIFTA-Games in St. George’s und sicherte sich mit 3:34,84 min auch im Staffelbewerb die Goldmedaille. Im Juli gewann sie dann bei den U20-Weltmeisterschaften in Bydgoszcz in 52,05 s die Bronzemedaille über 400 Meter und sicherte sich im Staffelbewerb in 3:31,01 min die Silbermedaille. Im Jahr darauf siegte sie bei den CARIFTA-Games in Willemstad in 53,82 s über 400 Meter und in 3:37,96 min mit der Staffel. 2018 startete sie mit der Staffel bei den Zentralamerika- und Karibikspielen (CAC) in Barranquilla und gewann dort in 3:30,67 min die Silbermedaille hinter dem Team aus Kuba. 2021 startete sie mit der 4-mal-400-Meter-Staffel bei den Olympischen Sommerspielen in Tokio und kam dort im Vorlauf zum Einsatz und trug damit zum Gewinn der Bronzemedaille bei. Zudem verhalf sie auch der Mixed-Staffel über 4-mal 400 Meter zum Finaleinzug.
2022 startete sie in der 4-mal-400-Meter-Staffel bei den Hallenweltmeisterschaften in Belgrad und siegte dort in 3:28,40 min gemeinsam mit Janieve Russell, Roneisha McGregor und Stephenie Ann McPherson. Im Juli verhalf sie der jamaikanischen Mannschaft bei den Weltmeisterschaften in Eugene zum Finaleinzug und trug somit zum Gewinn der Silbermedaille bei. Anschließend belegte sie bei den Commonwealth Games in Birmingham in 51,45 s den fünften Platz über 400 Meter und gewann mit der Staffel in 3:26,93 min gemeinsam mit Shiann Salmon, Roneisha McGregor und Natoya Goule die Silbermedaille hinter dem kanadischen Team. Daraufhin gelangte sie bei den NACAC-Meisterschaften in Freeport mit 51,51 s auf den sechsten Platz über 400 Meter und gewann in 3:26,32 min gemeinsam mit Andrenette Knight, Shiann Salmon und Janieve Russell die Silbermedaille hinter den USA und in der Mixed-Staffel gewann sie in 3:14,08 min gemeinsam mit Demish Gaye, Karayme Bartley und Andrenette Knight die Silbermedaille hinter den Vereinigten Staaten. 2024 startete sie mit der Staffel bei den Hallenweltmeisterschaften in Glasgow und verhalf der Mannschaft zum Finaleinzug. Im Mai sicherte sie dem jamaikanischen Team bei den World Athletics Relays auf den Bahamas in 3:28,54 min einen Startplatz bei den Olympischen Spielen in Paris. Im August belegte sie bei den Spielen in 3:11,67 min den fünften Platz in der Mixed-Staffel und schied über 400 Meter mit 51,93 s im Halbfinale aus.

## Persönliche Bestzeiten
- 200 Meter: 23,19 s (+0,7 m/s), 26. März 2022 in Kingston
- 400 Meter: 50,74 s, 29. Juni 2024 in Kingston
  - 400 Meter (Halle): 52,40 s, 11. Februar 2022 in Fayetteville
- 800 Meter: 2:06,21 min, 28. März 2016 in St. George’s
- 400 m Hürden: 56,61 s, 2. April 2022 in Kingston